# Douzième circonscription du Val-de-Marne
La douzième circonscription du Val-de-Marne est l'une des 12 circonscriptions législatives françaises que comptait le département du Val-de-Marne (94) situé en région Île-de-France. Elle apparait supprimée lors du redécoupage des circonscriptions législatives françaises de 2010 mais en réalité, elle devient la nouvelle septième circonscription du Val-de-Marne (qui reprend les mêmes limites géographiques).

## Description géographique et démographique
La douzième circonscription du Val-de-Marne est délimitée par le découpage électoral de la loi n°86-1197 du 24 novembre 1986
, elle regroupe les divisions administratives suivantes : 
- Canton de Chevilly-Larue
- Canton de Fresnes
- Canton de L'Haÿ-les-Roses
- Canton de Thiais

D'après le recensement général de la population en 1999, réalisé par l'Institut national de la statistique et des études économiques (INSEE), la population totale de cette circonscription est estimée à 106738 habitants,.

## Historique des députations
| Législature | Début de mandat | Fin de mandat  | Député               | Parti politique | Observations                                                                          |
| ----------- | --------------- | -------------- | -------------------- | --------------- | ------------------------------------------------------------------------------------- |
| IXe         | 23 juin 1988    | 1er avril 1993 | Pierre Tabanou       | PS              |                                                                                       |
| Xe          | 2 avril 1993    | 21 avril 1997  | Richard Dell'Agnola, | RPR,            | Mandat écourté à la suite d'une dissolution parlementaire décidée par Jacques Chirac. |
| XIe         | 12 juin 1997    | 18 juin 2002   | Patrick Sève,        | PS,             |                                                                                       |
| XIIe        | 19 juin 2002    | 19 juin 2007   | Richard Dell'Agnola, | UMP,            |                                                                                       |
| XIIIe       | 20 juin 2007    | 19 juin 2012   | Richard Dell'Agnola  | UMP             |                                                                                       |

## Historique des élections
Voici la liste des résultats des élections législatives dans la circonscription depuis le découpage électoral de 1986 : 

### Élections de 1988
| Candidat       | Candidat            | Parti             | Premier tour | Premier tour | Second tour | Second tour |  |
| Candidat       | Candidat            | Parti             | Voix         | %            | Voix        | %           |  |
| -------------- | ------------------- | ----------------- | ------------ | ------------ | ----------- | ----------- |  |
|                | Pierre Tabanou élu  | PS                | 13 260       | 36,07        | 20 988      | 55,49       |  |
|                | Richard Dell'Agnola | RPR (URC)         | 11 881       | 32,32        | 16 832      | 44,51       |  |
|                | Guy Pettenati       | PCF               | 5 931        | 16,13        |             |             |  |
|                | Jean-Louis Welter   | FN                | 3 581        | 9,74         |             |             |  |
|                | Jack Menant         | Divers écologiste | 2 109        | 5,74         |             |             |  |
|                |                     |                   |              |              |             |             |  |
| Inscrits       | Inscrits            | Inscrits          | 57 055       | 100,00       | 57 049      | 100,00      |  |
| Abstentions    | Abstentions         | Abstentions       | 19 962       | 34,99        | 18 308      | 32,09       |  |
| Votants        | Votants             | Votants           | 37 093       | 65,01        | 38 741      | 67,91       |  |
| Blancs et nuls | Blancs et nuls      | Blancs et nuls    | 331          | 0,89         | 921         | 2,38        |  |
| Exprimés       | Exprimés            | Exprimés          | 36 762       | 99,11        | 37 820      | 97,62       |  |

Le suppléant de Pierre Tabanou était Patrick Sève, conseiller régional. Patrick Sève remplaça Pierre Tabanou après son décès, du 13 juin 1989 au 1er avril 1993.

### Élections de 1993
| Candidat       | Candidat                | Parti                      | Premier tour | Premier tour | Second tour | Second tour |  |
| Candidat       | Candidat                | Parti                      | Voix         | %            | Voix        | %           |  |
| -------------- | ----------------------- | -------------------------- | ------------ | ------------ | ----------- | ----------- |  |
|                | Richard Dell'Agnola élu | RPR (UPF)                  | 14 755       | 38,1         | 20 307      | 53,64       |  |
|                | Patrick Sève            | PS (ADFP)                  | 8 024        | 20,72        | 17 552      | 46,36       |  |
|                | Pierre Petit            | FN                         | 4 858        | 12,55        |             |             |  |
|                | Daniel Picq             | PCF                        | 3 639        | 9,4          |             |             |  |
|                | Patrice Hernu           | GÉ (EÉ)                    | 3 556        | 9,18         |             |             |  |
|                | Jean Frouin             | SÉGA                       | 793          | 2,05         |             |             |  |
|                | Pascal Boutet           | LO                         | 793          | 2,05         |             |             |  |
|                | Michel Gillet           | Divers gauche (Maj. prés.) | 780          | 2,01         |             |             |  |
|                | Marylise Tougne         | LT-LNÉ                     | 778          | 2,01         |             |             |  |
|                | Jack Menant             | UÉD                        | 715          | 1,85         |             |             |  |
|                | Muguette Ladame         | Divers                     | 27           | 0,07         |             |             |  |
|                | Dominique Banfi         | Divers                     | 4            | 0,01         |             |             |  |
|                |                         |                            |              |              |             |             |  |
| Inscrits       | Inscrits                | Inscrits                   | 58 105       | 100,00       | 58 097      | 100,00      |  |
| Abstentions    | Abstentions             | Abstentions                | 17 823       | 30,67        | 17 824      | 30,68       |  |
| Votants        | Votants                 | Votants                    | 40 282       | 69,33        | 40 273      | 69,32       |  |
| Blancs et nuls | Blancs et nuls          | Blancs et nuls             | 1 560        | 3,87         | 2 414       | 5,99        |  |
| Exprimés       | Exprimés                | Exprimés                   | 38 722       | 96,13        | 37 859      | 94,01       |  |

Le suppléant de Richard Dell'Agnola était Dominique-Pierre Jossic, conseiller municipal de Fresnes.

### Élections de 1997
| Candidat       | Candidat                    | Parti          | Premier tour | Premier tour | Second tour | Second tour |  |
| Candidat       | Candidat                    | Parti          | Voix         | %            | Voix        | %           |  |
| -------------- | --------------------------- | -------------- | ------------ | ------------ | ----------- | ----------- |  |
|                | Richard Dell'Agnola sortant | RPR            | 11 751       | 30,78        | 18 984      | 47,9        |  |
|                | Patrick Sève élu            | PS (PRS)       | 11 042       | 28,92        | 20 650      | 52,1        |  |
|                | Jean-Claude Denolle         | FN             | 5 190        | 13,59        |             |             |  |
|                | Jacqueline Grymonprez       | PCF            | 4 480        | 11,73        |             |             |  |
|                | Pascal Boutet               | LO             | 1 438        | 3,77         |             |             |  |
|                | Nicolas Jordan              | GÉ             | 1 163        | 3,05         |             |             |  |
|                | Marc-Henri Bourgeois        | AREV           | 981          | 2,57         |             |             |  |
|                | Bernard Boucrot             | LDI (MPF)      | 867          | 2,27         |             |             |  |
|                | Marie-Odile Bretagnol       | MÉI            | 695          | 1,82         |             |             |  |
|                | Nadia Benque                | US4J           | 498          | 1,3          |             |             |  |
|                | Charles Raynaud             | PLN            | 74           | 0,19         |             |             |  |
|                |                             |                |              |              |             |             |  |
| Inscrits       | Inscrits                    | Inscrits       | 58 755       | 100,00       | 58 744      | 100,00      |  |
| Abstentions    | Abstentions                 | Abstentions    | 20 241       | 34,45        | 17 287      | 29,43       |  |
| Votants        | Votants                     | Votants        | 38 514       | 65,55        | 41 457      | 70,57       |  |
| Blancs et nuls | Blancs et nuls              | Blancs et nuls | 335          | 0,87         | 1 823       | 4,4         |  |
| Exprimés       | Exprimés                    | Exprimés       | 38 179       | 99,13        | 39 634      | 95,6        |  |

Le suppléant de Patrick Sève était Jean-Jacques Bridey, chef de laboratoire photographique, maire adjoint de Fresnes.

### Élections de 2002
| Candidat       | Candidat                | Parti            | Premier tour | Premier tour | Second tour | Second tour |  |
| Candidat       | Candidat                | Parti            | Voix         | %            | Voix        | %           |  |
| -------------- | ----------------------- | ---------------- | ------------ | ------------ | ----------- | ----------- |  |
|                | Richard Dell'Agnola élu | UMP              | 15 246       | 40,15        | 18 739      | 54,42       |  |
|                | Patrick Sève sortant    | PS               | 10 925       | 28,77        | 15 697      | 45,58       |  |
|                | Guy Pettenati           | PCF              | 4 046        | 10,66        |             |             |  |
|                | Jean-Claude Denolle     | FN               | 3 624        | 9,54         |             |             |  |
|                | Dominique Merle         | Les Verts        | 1 295        | 3,41         |             |             |  |
|                | André Deluchat          | Pôle républicain | 581          | 1,53         |             |             |  |
|                | Béatrice Bérard         | LCR              | 494          | 1,3          |             |             |  |
|                | Louise Berthe           | Sans étiquette   | 287          | 0,76         |             |             |  |
|                | Claire Maury            | LO               | 281          | 0,74         |             |             |  |
|                | Marie-Céline Bruneaut   | MNR              | 231          | 0,61         |             |             |  |
|                | Jean-Michel Astier      | Divers droite    | 186          | 0,49         |             |             |  |
|                | Guy Delecray            | MHAN             | 185          | 0,49         |             |             |  |
|                | Guy Delecray            | PT               | 158          | 0,42         |             |             |  |
|                | Emmanuel Coulon         | PT               | 139          | 0,37         |             |             |  |
|                | N'Dery Diop             | MÉI              | 105          | 0,28         |             |             |  |
|                | Bernard Cornette        | Divers gauche    | 104          | 0,27         |             |             |  |
|                | Alain Landry            | CPNT             | 81           | 0,21         |             |             |  |
|                |                         |                  |              |              |             |             |  |
| Inscrits       | Inscrits                | Inscrits         | 59 256       | 100,00       | 59 256      | 100,00      |  |
| Abstentions    | Abstentions             | Abstentions      | 20 837       | 35,16        | 23 654      | 39,92       |  |
| Votants        | Votants                 | Votants          | 38 419       | 64,84        | 35 602      | 60,08       |  |
| Blancs et nuls | Blancs et nuls          | Blancs et nuls   | 451          | 1,17         | 1 166       | 3,28        |  |
| Exprimés       | Exprimés                | Exprimés         | 37 968       | 98,83        | 34 436      | 96,72       |  |

Le suppléant de Richard Dell'Agnola était Yves Barrois, médecin à Fresnes, élu conseiller général du canton de L'Haÿ-les-Roses en 2003.

### Élections de 2007
| Candidat       | Candidat                          | Parti          | Premier tour | Premier tour | Second tour | Second tour |  |
| Candidat       | Candidat                          | Parti          | Voix         | %            | Voix        | %           |  |
| -------------- | --------------------------------- | -------------- | ------------ | ------------ | ----------- | ----------- |  |
|                | Richard Dell'Agnola sortant réélu | UMP            | 16 291       | 42,66        | 18 109      | 50,54       |  |
|                | Patrick Sève                      | PS             | 11 585       | 30,34        | 17 723      | 49,46       |  |
|                | Pierre Malet                      | UDF–MoDem      | 2 960        | 7,75         |             |             |  |
|                | Christian Hervy                   | PCF            | 2 672        | 7            |             |             |  |
|                | Dominique Merle                   | Les Verts      | 1 305        | 3,42         |             |             |  |
|                | Jeannine Le Néonard               | FN             | 1 232        | 3,23         |             |             |  |
|                | Stéphane Landreau                 | LCR            | 972          | 2,55         |             |             |  |
|                | Rose-Marie Sterge                 | PT             | 304          | 0,8          |             |             |  |
|                | Claire Maury                      | LO             | 240          | 0,63         |             |             |  |
|                | Ghislaine Brun                    | MNR            | 232          | 0,61         |             |             |  |
|                | Dominique Cavalier                | Divers         | 227          | 0,59         |             |             |  |
|                | Farid Righi                       | Divers         | 169          | 0,44         |             |             |  |
|                | Muriel Deslandes                  | Divers         | 1            | 0            |             |             |  |
|                |                                   |                |              |              |             |             |  |
| Inscrits       | Inscrits                          | Inscrits       | 64 530       | 100,00       | 64 529      | 100,00      |  |
| Abstentions    | Abstentions                       | Abstentions    | 25 884       | 40,11        | 27 700      | 42,93       |  |
| Votants        | Votants                           | Votants        | 38 646       | 59,89        | 36 829      | 57,07       |  |
| Blancs et nuls | Blancs et nuls                    | Blancs et nuls | 456          | 1,18         | 997         | 2,71        |  |
| Exprimés       | Exprimés                          | Exprimés       | 38 190       | 98,82        | 35 832      | 97,29       |  |

#### Département du Val-de-Marne
- La fiche de l'INSEE de cette circonscription : « Tableaux et Analyses de la douzième circonscription du Val-de-Marne », sur insee.fr, site de l'Institut national de la statistique et des études économiques (consulté le 10 juin 2007) [PDF]

- « Tous les députés du département du Val-de-Marne depuis 1789 », sur assemblee-nationale.fr, site de l'Assemblée nationale française (consulté le 10 juin 2007)

- « Informations contentieuses sur le département du Val-de-Marne (Élections législatives de 2002) »(Archive.org • Wikiwix • Archive.is • Google • Que faire ?), sur conseil-constitutionnel.fr, site du Conseil constitutionnel (consulté le 13 juin 2007)

#### Circonscriptions en France
- « Carte des circonscriptions législatives en France », sur assemblee-nationale.fr, site de l'Assemblée nationale française (consulté le 10 juin 2007)

- « Résultats électoraux officiels en France »(Archive.org • Wikiwix • Archive.is • Google • Que faire ?), sur interieur.gouv.fr, site du ministère de l'Intérieur (France) (consulté le 13 juin 2007)

- Description et Atlas des circonscriptions électorales de France sur http://www.atlaspol.com, Atlaspol, site de cartographie géopolitique, consulté le 13 juin 2007.